# ブーハン・チャヒト・ドーアンチャイ
ブーハン・チャヒト・ドーアンチャイ （Burhan Cahit Doğançay, 1929年9月11日 イスタンブール - 2013年1月16日 エベンダ）は、ニューヨークとイスタンブールに定住した、トルコとアメリカ合衆国の画家であり写真家である。

## 履歴
ドーアンチャイは、芸術的観点において早くからトルコの画家Adil(アーディル) ドーアンチャイと、同じく画家のArif Kaptan（アーリフ カプタン）に教育を受けた。アンカラ大学での法学過程終了後、1950年代の初めにパリの大学で法学の博士号を取得するためと、その傍らアカデミードラグランデショミエールで美術を学ぶためにパリへ行った。1962年ニューヨークでの外交勤務の短い経歴の後、1964年ニューヨークに定住し、全力で美術に従事する決心をした。晩年はトルコのTurgutreis(トゥーグトレイス)に住むこともあった。

## 芸術
ドーアンチャイは、都会の塀や壁を彼の芸術の主題とした。彼の目には、壁は“社会の動向のバロメーターであり、人間の構成要素とその痕跡の強襲に対して毅然として立っている、儚く無常に過ぎていく時の目撃者“だった。都会の壁は、ドーアンチャイが取り上げた日常の事物の中の一つであった。彼は壁をその時その時の環境と思潮の記録として、又社会的 - 政治的 - 経済的な変遷の符号として捉えた。
ドーアンチャイの芸術への根本的な足掛りは、研究調査の連続性と装飾的なパターンの特徴の誇張である。彼はそれを、解体的なやり方の首尾一貫した続行、いわば新しい写実主義に関する立場から再考慮された解体であると書き表している。ドーアンチャイの独創的な一面は、絵画的 - 図形的、そして彫刻的な表現形式と、既に以前に完璧とされたものからの離脱に関するたゆまない洗練と発展への続行である。もう一つの彼の芸術的個性は、地理的 - 政治的、そして文化的な世界をさすらう、数か国語に堪能なグローバルな放浪者であることである。五つの大陸に跨る100以上の国々の旅は、彼の作品にしばしば影響をあたえている。
この芸術家にとって、壁は重要な意味を持っている。芸術における壁の変遷は、彼の情熱の対象である。彼は、観察者にとって身近な環境や場所から壁を遠ざけ、美学的な対象に変換させることに興味を惹かれた。ドーアンチャイは作品への数多くの賞を受け、その中にはトルコ大統領からの彼のライフワークへの賞も含まれている。

### 世界の壁
ドーアンチャイは1970年代の中頃から、まだ副次的なプロジェクトとして都会の壁や塀の写真を撮り始めた。彼が“世界の壁“と名付けたこのプロジェクトは、すぐに重要性を得た。100以上の国々で撮られた写真集は、約40年後には３万枚にも及んでいる。1982年パリのジョルジュポンピドゥーセンターは、"壁は囁く、叫ぶ、歌う..“と題して、彼の写真の個展を開いた。それらの写真は我々の時代のアチーブであり、また、同じくそのアチーブを表現した彼の後の絵画への土台にもなった。
"世界の壁”は彼の全ての作品と同様に、60年代当時の実生活の取り戻し（再現）への要求を芸術を通して表している。ドーアンチャイの百科事典的なアプローチは、もっぱら人間が壁に残した構造 - 記号 - シンボル - 図に向けられている。ドーアンチャイはここで、平凡で退屈なものからではなく、たった一つのモチーフの中に文化的 - 人種的 - 政治的 - 地理的 - 様式的その他の制限無しに、人間の条件の多様さを見い出している。普遍的な人間存在のメッセージが,  常に様々な場所の特性に重なり合い支配し、それどころか時代の相違さへもなくしてしまう。ドーアンチャイは都会にある壁のほかに、写真の中に更に別のオブジェクトにも目を向けた。彼は1986年、ブルックリンブリッジの改装修理工事の際、高所から全ての細分の写真を撮るために労働者達と共に橋の上に登った

### 絵画作品とコラージュ
ドーアンチャイの作品は、絵画 - 彫刻品 - 写真 - グラフィック - スケッチとオーブソンタペストリーから構成され、数多くの書物に記録されている。当初は彼の好んだコラージュを媒介に,  都会の壁をテーマにしていた。そのコラージュの最も重要な構成要素は、彼が壁とその周辺から収集し、時にはFomage（蝋燭の煤による黒色）で処理加工したポスターや物の破片であった。ドーアンチャイは自ら壁を構築し、その時々に（壁の中に組み入れられた）ドアー - 色 - グラフィック、又はオブジェクトに関わる一連作品を制作した。
彼は脇目も振らず他に支配されず,  自由に自分の作品の中に存在する自身の内面の法則のみによって、彼の芸術を発展進歩させた。これまで芸術における究極の英雄的活動期において、同時代人として共に体験し造形し、また人間として本質的に繋がりのあったロバート ラウシェンバーグとジャスパー ジョーンズという巨匠たちの活動や作品のみを尺度とした。
彼の包括的でたゆまない実験的な絵画作品の多様な変化は、その多彩な写真のリアリズムとポップアート、色々な材料の組み合わせによる図や絵 - モンタージュ - コラージュなどによる抽象の中に常に存在している。ドーアンチャイはポップアートを考慮した日常的な事物を使い、ポスターや広告を何層にも重ねることを始めた。彼にとって重要な表現方法は、都会の壁を基本要素とした反復と複写である。彼は、立体効果を演出する、しかし苛立ちの原因ともなる抽象と具体の境界を往来する作品を作り出した。ジューン ウェインによって設立されたロサンゼルスのタマリンド研究所における1969年のドーアンチャイのリトグラフ（石版画）は、作品構成上の新しい法則への闘いを明確にしている。
70年代と80年代、その一つ一つの作品が彼のトレードマークとなった都会の壁の演出によるシリーズ“リボン”が生まれた。そのリボンシリーズはポスターの断片を組み合わせるのとは対照的に、清潔なアクリル製の紐とその書道のように形成された投影から成り立っている。書道はイスラム文化の伝統であるが、Cy Twombly（エドウィン パーカー  トウォンブリー）のような近代のヨーロッパの著名な芸術家の作品にも見いだされる。その基礎となるのは、ドーアンチャイが示した紙の二次元性のコラージュをどのように空間に広げ、後にアルミ接着とアルミニウムによる彫刻の影とオーブソンタペストリーへと繋がる三次元の基準となるモデルである。

## ドーアンチャイ美術館
ドーアンチャイは、2004年イスタンブールのべヨール（Beyoğlu）地区にトルコで最初の現代美術館を開設した。その美術館には、ドーアンチャイの重要な創作時代からの約100点の作品が展示されている。彼の作品は、ニューヨークのメトロポリタン美術館も含む世界の著名な美術館で展示されている。

## 美術館に展示されている作品
- 1964年　　“ビルボード”	ソロモンRグッゲンハイム美術館　ニューヨーク
- 1964年　　“ヤンキーズとビートルズ”　　ロンドン　テートモダーン
- 1965年　　“エディ”　ウィーン、　アルベアティーナ
- 1966年　　“ピースオブマインド（心の平静）”　マンハイム美術館
- 1966年　　“J.  ペイン　ウィンドウ”　ウォルカー美術センター、　ミネアポリス
- 1969年　　“ニューヨークパズル”　シュトゥットガルト国立ギャラリー
- 1969年　　“無題”　ワシントン、　　国立美術ギャラリー
- 1969年　　“ウォールズ.Ⅴ”　　ニューヨーク、　　MoMA
- 1975年　　“ホワイトコーンとシャドウ”　バーゼル美術館
- 1979年　　“ロフティーリボンズ”　大英博物館、　ロンドン
- 1980年　　“ロングロストリボンズ”　ウィーン、　ムモク.ルドウィック財団
- 1982年　　“リボンマニア”　メトロポリタン美術館、　ニューヨーク
- 1987年　　“マグニフィセントエラ”　イスタンブール、　イスタンブール現代
- 1989年　　“キンダー（子供達）”　スプレンゲル美術館、　ハノーヴァー
- 1989年　　“Versace　Man（価値ある男）”　ロサンジェルス、　ロサンジェルス群美術館
- 1989年　　“ネルダ”　ストックホルム、　現代美術館
- 1992年　　“（私は）本当に年老いた”　ザルツブルク現代美術館
- 1997年　　“エデンの園”　ピナコテク現代美術館、　ミュンヘン
- 2008年　　“ピースパートナーズ”　クリーブランド、　クリーブランド美術館
- 2009年　　“ライジングスター”　ボストン美術館

## 顕彰、賞
- 2005年　　国際現代美術博覧会による美術賞への寄贈、イスタンブール
- 2005年　　美術フォーラムフェアによる美術名誉賞、アンカラ
- 2004年　　Hacettepe(ハーチェテペ)大学名誉博士号、アンカラ
- 2004年　　サナトクルモによる年度最優秀画家賞、　アンカラ
- 1995年　　トルコ共和国大統領による生涯アチーブメントと文化的貢献への美術に対する国民勲章
- 1992年　　ロシア文科省による感謝勲章
- 1984年　　エンカ美術と科学賞、　イスタンブール
- 1969年　　タマリンドリトグラフィ研究会特別研究員
- 1964年　　ニューヨーク市による感謝状

## 展示会

### 個展（選集）
- 1976年　　イスタンブール、バラツギャラリー.　Burhan　Dogancay
- 1977年　　チューリッヒ: ウォルフスベアグ美術展示会会場.アクリル画とグワッシュ画　1966-1976年
- 1982年　　パリ: ジョルジュポンピドゥーセンター.　壁は囁く、叫ぶ、歌う…
- 1983年　　モントリオール、現代美術館
- 1983年　　アントワープ、国際文化センター
- 1989年　　東京 : 有楽町美術フォーラム西武美術館.　Dogancay
- 1992年　　サンクトペテルブルク : ロシア国立美術館.　壁と扉　1990-1991年
- 1993年　　イスタンブール : アタテュルク文化センター.　壁　1990-1993年
- 2000年　　ニューヨーク : ブルックリン歴史協会.　夢の橋
- 2001年　　イスタンブール : ドルマバーチェ文化センター.　Dogancay 回顧展（Dr.ネジャトF.Ecyacibasi財団による）
- 2001年　　アテネ、オハイオ: オハイオ大学ケネディ美術館.　美術館.のDogancay－壁画
- 2003年　　シーゲン: シーガーランド美術館.　世界の壁
- 2012年　　イスタンブール: イスタンブール現代  : Walls-Kent  都会の壁の50年の回顧 : 展示ホールでの短期展示.　管理事長 Levent Calikoglu(レエヴェント チャリコーグル)
- 2014年　イスタンブール:  Dogancay美術館.　世界を（写真に）撮る写真家としてのBurhan Degancay
- 2016年　エッセン: フォルクワング美術館.　新作コレクション : Burhan Dogancay
- 2016年　アンカラ : CER Modern.　世界の写真 : 写真家としてのBurhan Dogancay
- 2016年　リスボン : Belém文化センター.  世界の写真: 写真家としてのBurhan Dogancay
- 2016年　台北:  国立歴史美術館. 世界の写真:  写真家としてのBurhan Dogancay
- 2017年　シーゲン:  シーガーランド美術館. 　網と床なしで
- 2017年　ウィーン: アルベアティーナ.　Burhan Dogancay　（紙面での作業）
- 2018年　レヴァークーゼン:  モーズブロイヒ美術館.　壁の（に記された）符号
- 2018年　タクソン / アリゾナ: アリゾナ大学美術館. 世界の写真: 写真家としての Burhan Dogancay

### グループ展（選択）
- 1972年　ニューヨーク: ペイスギャラリー.　ペイスの版画家
- 1977年　ニューヨーク: ソロモン R グッゲンハイム美術館. アメリカンコレクションから
- 1983年　ワシントン:  国立自然史博物館、スミソニアン協会
- 1987年　イスタンブール: 第一回国際イスタンブール美術展覧会（１年おきに開催される）
- 1999年　ニューヨーク: ニューヨーク市立美術館,ニューヨーク世紀: 世界の中心、ホームタウン,  1900-2000年
- 2006年　フレドニア、ニューヨーク: ロックフェラー美術センタ.  鑑定家
- 2009年　ザルツブルク現代美術館.　スポットライト
- 2009年　ビール/ビエンヌ: パスク美術センター. コラージュ  -  否コラージュDogancay-Villeglé
- 2009年　ベルリン: マーティン グロピウス 建築.　イスタンブール 次に来る波
- 2010年　ロンドン: 大英博物館. 大英博物館のトルコ現代美術
- 2010年　ミネアポリス、ミネソタ: ウォルカー美術センター、パールマンギャラリー.50 / 50 : 参加者と専門家の企画による記録集
- 2012年　ウィーン: ベルヴェデーレ、オランジェリー.  ココシュカ、額縁を探す
- 2012年　マーストリヒト:  ボンネファンテン美術館.   異なった印象、変遷する伝統
- 2013年　ボストン: ボストン美術館. 　 理解できない肖像画
- 2013年　ドーハ : バーレーン国立美術館.　イスタンブール   現代  -  バーレーン
- 2013年　グレノーブル : グレノーブル美術館 ― Teisseire Malherbe図書館、  芸術の言葉
- 2013年　チューリッヒ: ハウスコンストラクティーヴ美術館.    ホットスポットイスタンブール
- 2013年　ミネアポリス:  ワイズマン美術館.  現実の見直し
- 2013年　ニューヨーク: メトロポリタン美術館.  イスラム美術収集の50年
- 2014年　ボストン:  美術館.  国民の誇り（と偏見）
- 2015年　ストックホルム: 現代美術館.　より大きい世界
- 2015年　イスタンブール:イスタンブール現代美術館.  その時代の芸術家達
- 2015年　レヴァークーゼン: モースブロイヒ美術館.  エディー  マーフィーとミルクブラザーズ
- 2016年　ロサンゼルス: LACMA（ロサンゼルス郡立美術館） 現代のイスラム美術、パート２
- 2016年　イスタンブール: Elgiz(エーギス)美術館.　 顔と仮面
- 2016年　パーチェイス（ウエストチェスター）/ニューヨーク : ニューバーガー美術館 Post No Bills : 工房と起原としての公共の壁
- 2016年　ジュネーブ : 美術と歴史美術館.　達人への敬意
- 2017年　ミネアポリス: ワイズマン美術館.  ミネアポリスのプリンス
- 2017年　ヴォルフスブルク美術館.  　自由の檻の中で
- 2017年　Saint-Paul-de-Vence（フランス）: Maeght財団.　これが男の生き方？
- 2017年　ミネアポリス: ワイズマン美術館.　ミネアポリスのプリンス
- 2018年　アンカラ:  Evliyagli(エンリヤキュレ)美術館.  思考の図像: 概念（イメージ）とテキスト

## 参照
1. ↑  Fifty Years of Urban Walls at Istanbul Modern, retrieved 24 April 2015
2. ↑  British Museum Artist Bio, retrieved 1 June 2015
3. ↑  Burhanettin Doğançay (Gençlerbirliği), Mackolik, retrieved 12 July 2018
4. ↑  Artnet: Chronology on Burhan Dogancay, retrieved 30 April 2015
5. ↑  New York Times Obituary, retrieved 1 June 2015
6. ↑  Istanbul Modern, retrieved 1 June 2015
7. ↑  Metropolitan Museum Collection, retrieved 1 June 2015
8. ↑  Guggenheim Artist Bio Archived 7 July 2015 at the Wayback Machine., retrieved 1 June 2015
9. ↑  Sotheby's WHISPERING WALL II, retrieved 10 January 2016
10. ↑  Les Murs Murment, Centre Pompidou, retrieved 11 September 2015
11. ↑  Dogancay Museum, retrieved 1 June 2015
12. ↑  LACMA Collections, retrieved 7 December 2016
13. ↑  MAK, Vienna, retrieved 9 June 2015